# گمینا دروژبیتسه
گمینا دروژبیتسه (به لهستانی:  Gmina Drużbice) یک گمینا در لهستان است که در شهرستان بوخاتوف واقع شده‌است. گمینا دروژبیتسه ۱۱۴٫۵۲ کیلومتر مربع مساحت و ۴٬۸۷۳ نفر جمعیت دارد.